# Nellie Lilja
Nellie Lilja, född 28 februari 1999, är en svensk fotbollsspelare som spelar för Malmö FF.

## Karriär
Lilja började spela fotboll i Husie IF som sexåring. Som 14-åring gick hon över till Limhamn Bunkeflo. Lilja debuterade i A-laget som 15-åring i Elitettan. Klubben vann Elitettan 2016 och blev uppflyttade till Damallsvenskan 2017. Under sin debutsäsong i Damallsvenskan spelade hon 20 matcher och gjorde ett mål.
I november 2017 värvades Lilja av FC Rosengård, där hon skrev på ett treårskontrakt. För att få mer speltid lånades hon ut till Limhamn Bunkeflo 2019 och KIF Örebro 2020.  I december 2020 lämnade hon Rosengård och skrev på ett tvåårskontrakt med Djurgården. I december 2022 förlängde Lilja sitt kontrakt med två år.
I juli 2024 skrev Lilja på för Malmö FF, som då huserade i Elitettan. Samma säsong var hon med i lagets uppflyttning till Damallsvenskan.